# Патрік Стірлінг (інженер-залізничник)
Па́трік Сті́рлінг (англ. Patrick Stirling; 29 червня 1820, Кілмарнок, Шотландія — 11 листопада 1895, Донкастер, Англія) — британський інженер шотландського походження, конструктор паровозів. Син Роберта Стірлінга, винахідника двигуна Стірлінга. З 1866 до 1895 року обіймав пост локомотивного суперінтенданта (головного механіка) Great Nortern Railway, створив один із найшвидших паровозів свого часу —  Stirling single.

## Життєпис
Народився у сім'ї священника й інженера Роберта Стірлінга. Технічну спеціальність освоїв на заводі в Данді в компанії Urquhart Lindsay & Co під керівництвом свого дядька Джеймса Стірлінга. Самостійну кар'єру розпочав у Глазго на локомотивному заводі Нельсона. У 1851 році отримав посаду локомотивного суперінтенданта дороги Caledonian & Dumbartonshire Junction Railway, яка згодом увійшла в мережу North British Railway. У 1853 році був призначений локомотивним суперінтендантом шотландської залізничної компанії Glasgow and South Western Railway (G&SWR), де пропрацював до 1866 року. За цей час Стірлінг побудував новий завод в Кілманроку, де спроєктував паровози з осьовими формулами типу 1-1-1, 0-2-1 і 0-3-0. Вирізняльною особливістю конструкцій Стірлінга була відсутність сухопарника.
У 1865 році Стірлінг запропонував свої послуги компанії Great Northern Railway  (GNR), куди його запросив двоюрідний брат Арчі Старрок, який планував вийти у відставку. У відповідь G&SWR запропонувала значне підвищення платні, але Стірлінг відмовився і був звільнений з посади з призначенням на неї його брата Джеймса. Патрік Стірлінг став працювати у GNR з 1866 року і через 10 місяців обійняв посаду локомотивного суперінтенданта.

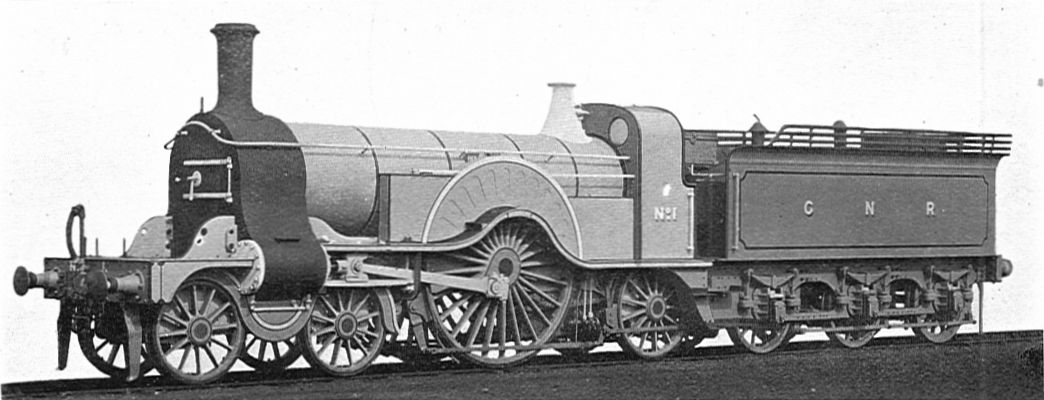
Локомотив

GNR конкурувала с двома великими залізничними компаніями: London and North Western Railway (LNWR) і Midland Railway (MR) у перевезеннях з Англії до Шотландії. Для роботи на цьому маршруті, з урахуванням відносно великих ухилів на ділянці від Лондона до Йорка, Стірлінг розробив паровоз  Stirling single з колісною формулою типу 2-1-1, що мав одне ведуче колесо великого діаметра (2,5 м). Випустили три серії цих паровозів, що відрізнялись змінами в конструкції та мали різні характеристики. Остання модифікація дозволила їм у період з 1888 до 1895 року встановити декілька рекордів швидкості, у тому числі рекорд середньої швидкості 60 миль за годину (97 км/год) із 100-тонним навантаженням на 170-кілометровому маршруті у 1895 році.
Патрік Стірлінг заслужив повагу колег, і у 1890 році, до 70-ліття конструктора, в Донкастері відкрили присвячений йому фонтан.
У листопаді 1895 року Патрік Стірлінг вийшов у відставку. Через 10 днів він помер. У похоронній процесії, яка проходила під проливним дощем, брало участь близько 3000 залізничників.

## Сім'я
- Батько — Роберт Стірлінг (1790—1878), винахідник двигуна Стірлінга[1].
- Брат — Джеймс Стірлінг (1835—1917), локомотивний суперінтендант Glasgow and South Western Railway[en] і South Eastern Railway[3].
- Сини:
  - Метью Стірлінг (1856—1931), головний механік Hull & Barnsley Railway[1].
  - Патрік Стірлінг (1862—1925), футболіст клубу «Донкастер Роверз», мер Донкастера[4].